# Liskula Cohen
Liskula Cohen (Ontario, 3 febbraio 1972) è una modella canadese.

## Carriera
Liskua Cohen inizia la propria carriera nel campo della moda all'età di diciassette anni, dopo essersi trasferita a Parigi, dal Canada. Nel 1992 ottiene numerose copertine in Australia e Stati Uniti, comprese quelle di Cleo, Vogue, Elle, Flare e W. Nel 1994 debutta sulle passerelle del prêt-à-porter, sfilando, fra gli altri, per Armani, Ferrè, Versace, Martin Sitbon, Dior, Ralph Lauren, Oscar de la Renta e Marc Bower. Inoltre è stata testimonial per Armani, Gianfranco Ferre Jeans,  Holt Renfrew, Husky e Montana.
Nell'agosto del 2009 Liskula Cohen ha vinto la causa che a gennaio aveva intentato contro il celebre motore di ricerca Google, allo scopo di risalire all'identità di un blogger, che aveva aperto un sito internet allo scopo di insultarla. La corte suprema di Manhattan ha dato ragione alla modella, che agirà per diffamazione nei confronti del blogger.

## Agenzie
- Major Model Management - New York
- Bryan Bantry
- NEXT Model Management - Miami
- Elite Model Management - Los Angeles